# Axiles Bionics
Axiles Bionics est une entreprise belge fondée en janvier 2019, en tant que spin-off du Centre de recherche en robotique humaine de la Vrije Universiteit Brussel. Cette entreprise se spécialise dans le développement et la fabrication de prothèses cheville-pied, y compris des modèles passifs et bioniques, conçus pour reproduire les mouvements naturels chez les personnes amputées du membre inférieur,.

## Histoire
Axiles Bionics trouve ses origines dans les recherches menées par Pierre Cherelle et ses collègues au sein du centre de recherche BruBotics de la Vrije Universiteit Brussel. Pendant plus de 12 ans, ces chercheurs ont travaillé sur la robotique, l'intelligence artificielle, et la biomécanique humaine, visant à recréer la fonctionnalité complexe des articulations humaines, en particulier la cheville,.
En janvier 2019, après avoir développé plusieurs prototypes de prothèses robotiques, Pierre Cherelle, soutenu par ses cofondateurs Felipe Gomez, Claire Cherelle et Jacques Langhendries, a fondé Axiles Bionics,. La fondation de l'entreprise visait à développer des solutions plus avancées pour les personnes amputées du membre inférieur. L'objectif était de créer des prothèses cheville-pied capables de restaurer un mouvement aussi naturel que possible, en utilisant des technologies avancées.

## Recherche et Développement
Axiles Bionics concentre ses efforts de recherche sur l'intégration de technologies avancées dans ses prothèses, telles que l'apprentissage profond et l'apprentissage par renforcement. Ces technologies permettent à la prothèse de s'adapter aux mouvements de l'utilisateur en temps réel et d'anticiper ses actions futures. L'objectif est de créer des prothèses capables de s'améliorer continuellement et de personnaliser leur fonctionnement en fonction de chaque utilisateur.
Un autre domaine de développement est l'actionnement biomécanique flexible, qui combine ressorts et moteurs pour optimiser la consommation d'énergie tout en offrant une assistance mécanique efficace. Cette approche permet à la prothèse de rester fonctionnelle même dans des conditions réelles et changeantes,.

## Fabrications

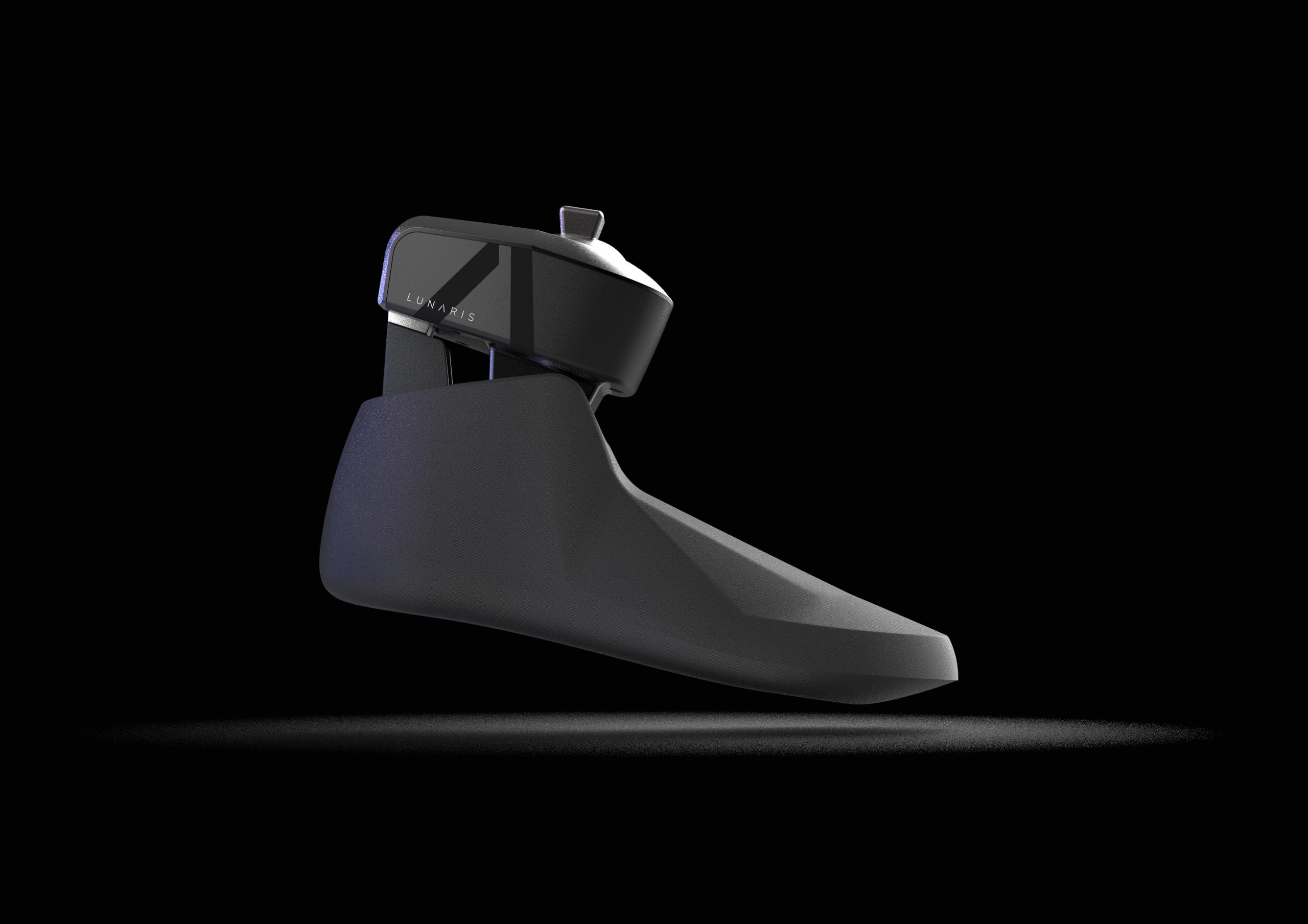
Prothèse de pied-cheville passive Lunaris

Axiles Bionics commercialise la gamme de prothèses Lunaris, comprenant les modèles Lunaris Essential, Lunaris IO, et Lunaris IO+, des prothèses cheville-pied passives qui dérivent de leurs recherches sur les pieds bioniques bioniques,. Les prothèses Lunaris utilisent des mécanismes biomécaniques pour reproduire le mouvement naturel du pied, sans nécessiter de motorisation active. Ces modèles sont destinés à être une alternative aux solutions plus complexes, tout en étant adapté à un usage quotidien.
L'entreprise continue également à développer des modèles plus avancés intégrant des technologies de pointe, visant à améliorer la réactivité et l'adaptabilité des prothèses en fonction des besoins spécifiques des utilisateurs.

## Financement
Axiles Bionics a bénéficié de plusieurs tours de financement, dont une levée de fonds de 2,4 millions d'euros en 2019 pour soutenir le développement technologique et la validation clinique de ses produits. En plus de ces financements privés, l'entreprise a également reçu des subventions publiques, notamment 500 000 euros de la part d'Innoviris pour le développement de sa technologie d'intelligence artificielle, ainsi que des soutiens financiers de la Fondation Roi Baudouin et de la Commission européenne, cette dernière ayant octroyé 2,5 millions d'euros via le Conseil européen pour renforcer ses capacités d'innovation.

## Subventions et Récompenses
- International Conference on Intelligent Robots and Systems 2017 - Récompense pour l'innovation en robotique[14].
- MedTech Award 2017 - Pour sa contribution au secteur des technologies médicales[15].
- euRobotics Technology Transfer Award 2020 - Pour l'excellence dans le transfert de technologie[16].
- YouthStart Entrepreneurship Fund 2021 - Pour le soutien à l'entrepreneuriat[12].
- Innovative Starters Award 2021 - Pour l'innovation dans les technologies émergentes[17].
- European Technology Award 2022 - Récompense dans la catégorie robotique[18].
- European Innovation Council 2023 - Subvention pour l'innovation de la Commission Européenne[13].